# Международная ассоциация эргономики
Международная ассоциация эргономики (МЭА) — это федерация пятидесяти двух отдельных организаций по эргономике со всего мира. МЭА было образовано в 1959 году.
Миссия МЭА заключается в разработке и продвижении науки и практики в области эргономики, а также в улучшении качества жизни за счет расширения сферы ее применения и вклада в развитие общества.
МЭА:
- Насчитывает 52 федеративных общества со всего мира.
- Способствует и координирует международный обмен научно-технической информацией путем организации и продвижения конференций и совещаний.
- Оказывает поддержку специалистам по эргономике в развивающихся странах.
- Имеет цели и поручения, вытекающие из стратегического плана.
- Ведет каталог образовательных программ по эргономике, охватывающий 35 стран.
- Подготовил руководящие принципы по основным компетенциям в области эргономики.
- В 2000 году было подготовлено согласованное определение понятия «эргономика».
- Учреждает программу сертификации качества эргономики в дизайне (EQUID).
- Поощряет разработку и применение эргономики, присуждая девять различных наград.

МЭА управляется советом, в состав которого входят представители федеративных обществ. Повседневное управление осуществляется Исполнительным комитетом, в состав которого входят избранные должностные лица и председатели постоянных комитетов.